# Eudonia torniplagalis
Eudonia torniplagalis là một loài bướm đêm trong họ Crambidae.